# Club Deportivo Balonmano Atlético Valladolid
Club Deportivo Balonmano Atlético Valladolid ist ein spanischer Handballverein aus Valladolid. Das erste Männerteam tritt in der höchsten spanischen Liga, der Liga Asobal, an.
Aus Sponsoringgründen spielt die erste Mannschaft der Männer des Vereins seit dem Jahr 2016 unter dem Namen Recoletas Atlético Valladolid.

## Geschichte
Der Verein wurde am 4. Juni 2014 gegründet. Vorgängervereine waren BM Valladolid bzw. ACD Michelin. Vom Verein Club Balonmano Pozoblanco wurde das Spielrecht in der División de Honor Plata, der zweiten spanischen Liga, übernommen. In der Zweitligasaison 2015/16 gelang mit 57 Punkten aus 28 Siegen, einem Unentschieden und einer Niederlage der Aufstieg in die Liga Asobal, der der Verein seitdem angehört.

## Name
Der Sponsoringname Recoletas stammt von einer Krankenhauskette.

## Halle
Heimspielstätte ist der Polideportivo Huerta Del Rey.

## Spieler
Beim Verein waren auch Javier Díaz Pérez, José Delgado, Fernando Hernández, Daniel Dujshebaev, Jorge Serrano, Adrián Fernández und José Guilherme de Toledo aktiv.

## Trainer
In der Saison 2022/23 ist David Pisonero Nieto Trainer, der seit Dezember 2017 im Amt ist. Vorgänger war Nacho González (2014–2017).